# Nur Izzuddin
Nur Izzuddin bin Mohd Rumsani (* 11. November 1997 in Johor) ist ein malaysischer Badmintonspieler.

## Karriere
Izzuddin begann mit sechs Jahren in Muar Badminton zu spielen, 2016 wurde er in den Kader der malaysischen Nationalmannschaft aufgenommen. Im gleichen Jahr war er zum ersten Mal bei einem internationalen Turnier erfolgreich, als er an der Seite von Goh Sze Fei bei den Singapur International triumphierte. Außerdem gewann das Duo die Swiss International und scheiterte bei zwei Wettbewerben im Endspiel. 2017 stand Izzuddin bei den malaysischen Meisterschaften im Herrendoppel auf dem Podium, siegte bei den Malaysia International und erreichte in seinem Heimatland bei den Malaysia Masters erstmals das Endspiels eines Turniers des BWF Grand Prix. Außerdem erspielte er mit der malaysischen Nationalmannschaft bei den Südostasienspielen die Silbermedaille. Im folgenden Jahr wurde Izzuddin mit dem Team Dritter bei den Mannschaftsasienmeisterschaften und zog mit Goh ins Finale der Tata Open India International Challenge ein. 2020 wurde er als Teil der malaysischen Nationalmannschaft Vizemeister bei den Kontinentalmeisterschaften, bevor er mit seinem Land zwei Jahre später bei der Veranstaltung triumphierte. Im Herrendoppel kam Izzuddin 2022 bei den Asienmeisterschaften unter die besten drei, erreichte des Weiteren das Endspiel der Swiss Open und feierte bei den German Open seinen ersten Sieg bei einem Wettkampf der BWF World Tour.

## Sportliche Erfolge
| Jahr | Veranstaltung                                | Platz | Disziplin    | Spielpartner |
| ---- | -------------------------------------------- | ----- | ------------ | ------------ |
| 2016 | National Circuit Grand Prix Finals 2016      | 2.    | Herrendoppel | Goh Sze Fei  |
| 2016 | Singapur International 2016                  | 1.    | Herrendoppel | Goh Sze Fei  |
| 2016 | Vietnam International Series 2016            | 2.    | Herrendoppel | Goh Sze Fei  |
| 2016 | Swiss International 2016                     | 1.    | Herrendoppel | Goh Sze Fei  |
| 2016 | India International 2016                     | 2.    | Herrendoppel | Goh Sze Fei  |
| 2017 | Malaysische Meisterschaft 2017               | 3.    | Herrendoppel | Goh Sze Fei  |
| 2017 | Südostasienspiele 2017                       | 2.    | Mannschaft   | Malaysia     |
| 2017 | Malaysia International 2017                  | 1.    | Herrendoppel | Goh Sze Fei  |
| 2017 | Malaysia Masters 2017                        | 2.    | Herrendoppel | Goh Sze Fei  |
| 2018 | Asienmeisterschaft 2018                      | 3.    | Mannschaft   | Malaysia     |
| 2018 | Tata Open India International Challenge 2018 | 2.    | Herrendoppel | Goh Sze Fei  |
| 2020 | Asienmeisterschaft 2020                      | 2.    | Mannschaft   | Malaysia     |
| 2022 | Asienmeisterschaft 2022                      | 1.    | Mannschaft   | Malaysia     |
| 2022 | Asienmeisterschaft 2022                      | 3.    | Herrendoppel | Goh Sze Fei  |
| 2022 | Swiss Open 2022                              | 2.    | Herrendoppel | Goh Sze Fei  |
| 2022 | German Open 2022                             | 1.    | Herrendoppel | Goh Sze Fei  |